# Констанция Австрийская (королева Польши)
Конста́нция Австри́йская (нем. Constanze von Österreich, пол. Konstancja Habsburżanka; 24 декабря 1588, Грац, эрцгерцогство Австрия — 10 июля 1631, Варшава, Речь Посполитая) — принцесса из дома Габсбургов, урождённая эрцгерцогиня Австрийская, дочь Карла II, эрцгерцога Австрии. Вторая жена Сигизмунда III; в замужестве — королева Польши и великая княгиня Литовская.
Оказывала влияние на супруга и политику польско-литовского государства. Сторонница контрреформации, награждённая римским папой Золотой розой.

## Биография

### Ранние годы
Констанция родилась в Граце 24 декабря 1588 года. Она была тринадцатым ребёнком и восьмой дочерью в многодетной семье Карла II, эрцгерцога Австрии, и Марии Анны Баварской, принцессы из дома Виттельсбахов. По отцовской линии Констанция приходилась внучкой Фердинанду I, императору Священной Римской империи, и Анне Богемской и Венгерской, последней представительнице дома Ягеллонов, правившего королевствами Чехии и Венгрии. По материнской линии она была внучкой Альбрехта V, герцога Баварии, и Анны Австрийской, принцессы Богемской и Венгерской из дома Габсбургов.
Констанция получила хорошее образование. Она владела латинским, немецким, испанским и итальянским языками. Её воспитывали благочестивой католичкой, что предусматривало чтение церковной литературы и ежедневное участие в богослужениях.

### Брак и потомство
В 1598 году умерла польская королева Анна, старшая сестра Констанции. Их мать, Мария Анна Баварская, уже на похоронах старшей дочери обратила внимание овдовевшего зятя на одинаковый характер и внешнее сходство между его покойной 25-летней супругой и её 9-летней младшей  сестрой. Тридцатилетний Сигизмунд III, польский король и великий князь литовский из дома Васа, был сыном шведского короля Юхана III и Екатерины, польской принцессы из дома Ягеллонов. Намерением жениться на ещё одной представительнице Имперской ветви дома Габсбургов король поделился с некоторыми доверенными ему придворными. Матримониальные планы Сигизмунда вызвали неоднозначную реакцию в Речи Посполитой. Часть шляхты не желала усиления католического влияния и укрепления связей с империей, из-за опасений, что в этом случае страна окажется втянутой в религиозную войну. Выбор короля приписывали влиянию, которое оказывала на него фаворитка Урсула Майэрин, действовавшая при дворе в интересах вдовствующей эрцгерцогини.
Одним из аргументов противников брака, среди которых были канцлер Ян Замойский и духовник короля — иезуит Пётр Скарга, было то, что Сигизмунд выбрал в жёны свояченицу. Однако выбор монарха был одобрен Святым Престолом, и сенаторам пришлось согласиться на брак короля с эрцгерцогиней. Сопротивление недовольных этим союзом представителей шляхетства было подавлено армией.

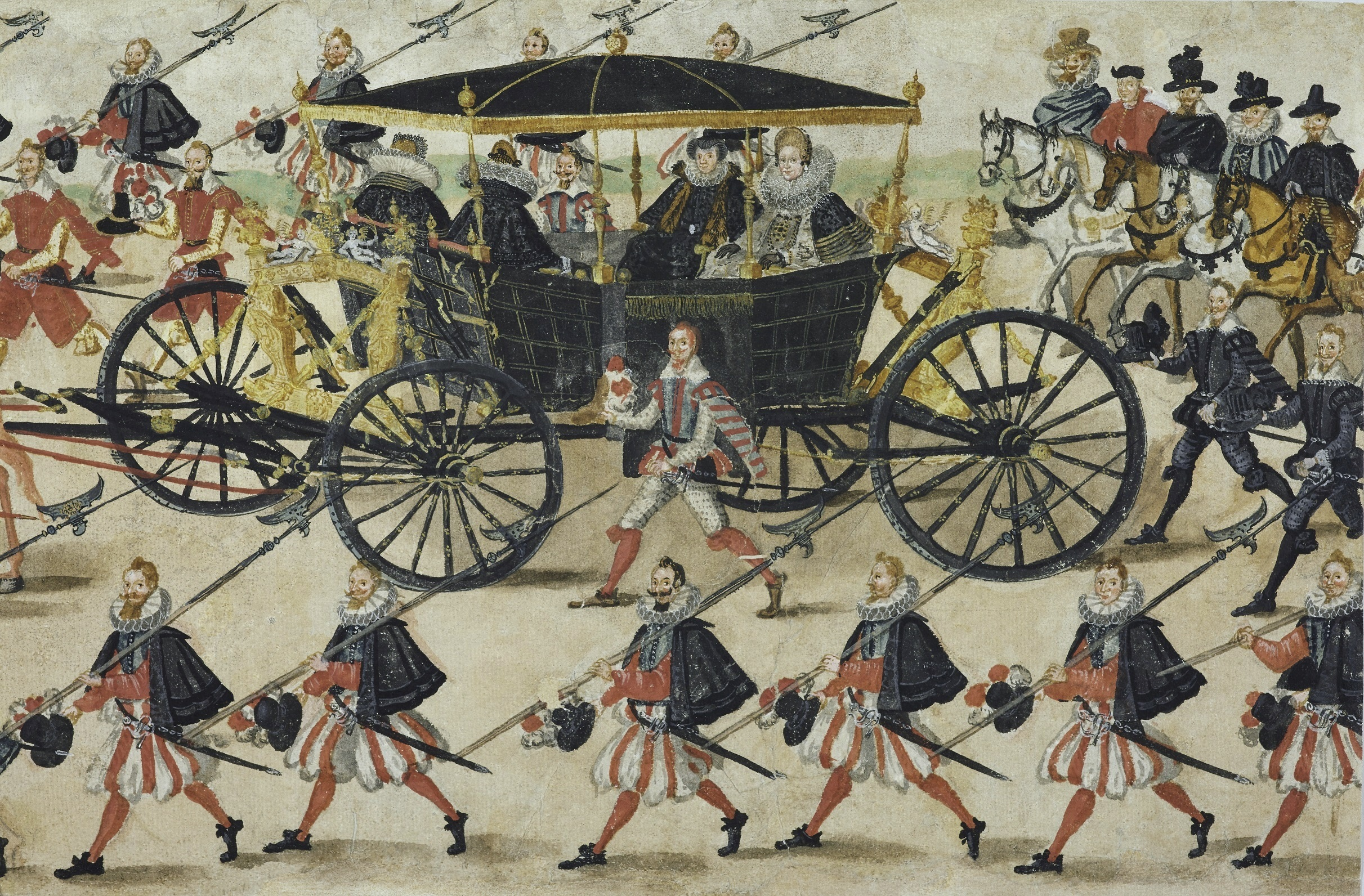
Въезд свадебного кортежа Констанции в Краков (1605). Гравюра из Польского свитка. Королевский замок, Варшава

В середине 1605 года польский король сообщил императору Рудольфу II о намерении жениться на его племяннице. В ноябре того же года в Граце был заключён брак по доверенности, на котором короля представлял маршалок Зигмунт Мышковский. Невеста, в сопровождении матери и под охраной польских всадников, выехала к жениху. По пути к ним инкогнито присоединился сам король. Официальная встреча Сигизмунда и Констанции состоялась 4 декабря 1605 года в королевском дворце в Лобзове под Краковом. Через неделю, 11 декабря того же года в Вавельском соборе состоялась церемония бракосочетания, вслед за которой состоялась коронация Констанции. Обе церемонии провёл куявский епископ Пётр Тылицкий. Свадьба была отпразднована с большой пышностью и расходом значительных средств из государственной казны.
Несмотря на большую разницу в возрасте, брак Сигизмунда и Констанции оказался счастливым для обоих супругов. У королевской четы родились семеро детей, из которых выжили только пятеро:
- Ян Казимир  (25.12.1607 — 14.01.1608), умер в младенческом возрасте;
- Ян Казимир (22.03.1609 — 16.12.1672), король Польши и великий князь Литвы под именем Яна II Казимира, титулярный король Швеции; 30 мая 1649 года сочетался браком с вдовствующей королевой и великой княгиней Луизой Марией (18.08.1611 — 10.05.1667), урождённой принцессой мантуанской из Неверской ветви дома Гонзага;
- Ян Ольбрахт (25.05.1612 — 22.12.1634), кардинал, епископ Кракова, князь-епископ Эрмланда;
- Кароль Фердинанд (13.10.1613 — 9.05.1655), епископ Плоцка, князь-епископ Бреслау, герцог Ополе;
- Александр Кароль (4.11.1614 — 19.11.1634), умер молодым от оспы;
- Анна Констанция (26.01.1616 — 24.05.1616), умерла в младенческом возрасте;
- Анна Екатерина Констанция (7.08.1619 — 8.10.1651), принцесса польская, 8 июня 1642 года сочеталась браком с Филиппом Вильгельмом (24.11.1615 — 2.09.1690), наследным принцем Пфальц-Нейбурга из дома Виттельсбахов[16].

Констанция безуспешно пыталась сделать наследником престола старшего сына Яна Казимира, вместо его единокровного брата, старшего сына покойной сестры. В 1623—1624 году за шестьсот тысяч злотых она приобрела феод Живец в герцогстве Освенцим и закрепила это владение за своими сыновьями. Так, как монархам в польско-литовском государстве всеобщим соглашением запрещалось приобретать земельные владения, Констанция внесла за феод деньги в качестве залога и сделала это владение частной собственностью дома Васа. Также для сыновей королева построила в Варшаве несколько дворцов, ни один из которых не сохранился.

### Королева и великая княгиня
|                                                                                      |  |
| Парный портрет королевской четы кисти Соутмана (ок. 1626). Старая пинакотека, Мюнхен |  |

Став королевой и великой княгиней, Констанция сразу выучила польский язык, но пользовалась им редко, предпочитая ему родной немецкий, к неудовольствию своих польских подданных. С самого начала супружеской жизни королева оказывала влияние на короля и, как следствие, на дела государства. Она содействовала назначению на важные светские и духовные посты исключительно католиков, таким образом формируя при дворе партию, которая действовала в интересах правившей династии. С этой целью королева устраивала браки своих фрейлин-немок с представителями польской знати. Представители шляхты, исповедовавшие протестантизм и православие, желая сделать при дворе карьеру, переходили в католицизм. Доверенным лицом Констанции, как и её покойной сестры Анны, была всё та же фаворитка короля и главная фрейлина королевы Урсула Майэрин. Одной из её обязанностей было воспитание королевских детей.
Констанция придерживалась про-имперской ориентации. С началом Тридцатилетней войны её муж присоединился к коалиции католических держав и поддержал шурина, императора Священной Римской империи Фердинанда II. Сторонница контрреформации, в вопросах касавшихся религии, королева была принципиальна. Иностранца-кальвиниста за оскорбление церковных таинств во время процессии в праздник Тела и Крови Христовых в Вильно, по настоянию Констанции, приговорили к смертной казни. Она также добилась удаления от двора золовки, принцессы Анны Шведской, исповедовавшей лютеранство.
Констанция была сторонницей войны с Русским царством и поддержала мужа, осадившего Смоленск. В 1609 году, вместе с двором, она переехала в Вильно, и жила там в течение двух лет, то есть всё время пока длилась осада. Во время её пребывания в городе случился страшный пожар, причинивший большой материальный ущерб. Тогда, чтобы прокормить сопровождавших её шляхту и слуг, королева продала свои драгоценности. В 1611 году Констанция переехала из Вильно в Варшаву и занялась реконструкцией местного Королевского замка. При ней этот город стал постоянной резиденцией польских королей, а Краков остался лишь местом их коронации. Во время разразившейся в Варшаве эпидемии чумы Констанция в течение трёх месяцев на свои средства обеспечивала городскую бедноту питанием и одеждой.
Она усердно занималась благотворительностью, при этом с должным вниманием относилась к финансовым вопросам. Королева умела обращаться с деньгами. В 1625—1631 годах Констанция была правительницей городов Бродница и Голюб. Она взяла на себя управление королевским двором и строго следила за соблюдением придворного этикета. По этой причине доступ к членам монаршей семьи для представителей польско-литовской шляхты оказался весьма затруднителен; при ней находились большей частью немецкие дворяне и иезуиты. За манеру держаться с людьми и гордый взгляд, подданные считали королеву высокомерной.
Король поощрял увлечения супруги музыкой и коллекционированием произведений искусства. Для своей резиденции в Варшаве ими были приобретены полотна кисти Рембрандта, Йорданса и Рубенса. Констанция была одарённым музыкантом и композитором; ею были написаны несколько музыкальных пьес. Пение королеве преподавал известный бас Асприльо Пачелли. Она покровительствовала не только служителям церкви, но и поэтам и живописцам. Констанция не избегала веселья, и, вместе с тем, она серьёзно относилась к постам и церковной дисциплине. Отчасти последнее стало причиной её преждевременной смерти. Королева участвовала в процессии в праздник Тела и Крови Христовых и получила солнечный удар. Констанция умерла от инсульта в Варшаве 10 июля 1631 года. Смерть королевы глубоко потрясла уже немолодого Сигизмунда. Король был так расстроен, что не смог присутствовать на похоронах супруги. Он скончался вслед за ней менее, чем через год. Сигизмунда и Констанцию похоронили в усыпальнице Вавельского собора в Кракове.

## В культуре
Сохранились прижизненные портреты королевы Констанции. На семейном портрете приписываемом кисти Пантохи де ла Круса около 1600 года, она изображена вместе с родителями — отцом в одеянии священника (Иоанна Евангелиста), преподающим причастие матери в одеянии монахини (Девы Марии), с некоторыми братьями, в церковном облачении, и сёстрами, приступающими к причастию. Семья изображена у алтаря во имя святого Иоанна Евангелиста. Картина находится в монастыре босоногих принцесс в Мадриде. Два ранних портрета 1603—1604 годов — «Портрет эрцгерцогини Констанции, королевы Польши в чёрном платье» кисти Пурбуса Младшего и «Портрет эрцгерцогини Констанции, королевы Польши с обезьяной» кисти Хейнца Старшего, ныне хранятся в собрании Музея истории искусств в Вене. Искусствовед Майке Фогт-Люэрссен идентифицирует с ней несколько портретов кисти неизвестных авторов.